# Ripalvella (San Venanzo)
Ripalvella è una frazione del comune di San Venanzo (TR). Sorge a 443 m s.l.m. su un'altura che domina il corso del torrente Faena. Con 154 residenti risulta la frazione più popolosa del comune. Dista dal capoluogo San Venanzo circa 4 chilometri.

## Origini del nome
Il nome deriverebbe da "Ripa Bella", perché il borgo sorge su una ripa.

## Storia
Dei ritrovamenti di un cippo funerario appartenuto alla gens Vibia testimoniano che la zona era abitata già in epoca romana. A partire dal 1278 fece parte del dominio di Orvieto. Il castello fu messo a ferro e a fuoco nel 1395, e fu distrutto di nuovo nel 1437.
Dalla seconda metà XVI secolo fino alla discesa napoleonica Ripalvella fece parte del distretto di Orvieto che vi nominava a suoi rappresentanti podestà o vice podestà in luogo degli antichi visconti. Cessò di essere comunità autonoma nel 1816 quando, con la riforma Napoleonica, fu appodiato al Comune di San Venanzo insieme ad altre 10 frazioni; Collelungo, Civitella dei Conti e Poggio Aquilone invece passarono sotto Marsciano.
Con la restaurazione del governo Pontificio alla caduta napoleonica, il territorio fu di nuovo ripartito, per arrivare ad una definizione strutturale che è quella che vediamo ai nostri giorni.

## Società
Abitanti censiti

## Monumenti e luoghi d'interesse
- Chiesa di San Silvestro (XIV secolo)